# Замок Ратмакні
Замок Ратмакні (англ. Rathmacknee Castle, ірл. Caisleán Ráth Mhac nAodha) — Кашлен Рах Мак н-Аода — один із замків Ірландії, розташований у графстві Вексфорд. Національний пам'ятник Ірландії. Стоїть у 3,9 милях на захід від селища Росслар.

## Особливості архітектури
Замок Ратмакні — замок баштового типу, в південно-східному куті вежі є додаткова сторожова башта. Вежа висотою в п'ять поверхів, має парапет, зверху є зубці — типові для замків ірландського стилю. Вежа має бійниці біля входу, сходи на верх. У верхніх кімнатах є каміни, склепіння. Замок стоїть недалеко від броду, поруч є колодязь, який вважали священним і воду в ньому вважали святою. Колодязь називається Криниця Святого Марітна. На південь від замку є старовинна церква і цвинтар.

## Історія замку Ратмакні
Замок Ратмакні був побудований Джоном Россетером, що мав посаду сенешаля Вексфорда в 1415 році. Його онук — Томас Россетер перебудував замок у 1493 році. Родина Россетер лишилася католиками після реформації в часи короля Генріха VIII, що було викликом тодішній владі. Але не дивлячись на своє католицтво родина Россетер булла вірною королю Англії і продовжувала володіти своїми землями на відміну від багатьох інших католиків. В часи громадянської війни на Британських островах родина Россетер була на стороні роялістів, а потім на стороні повстанців, що боролись за незалежність Ірландії і воювали проти Олівера Кромвеля за Ірландську Конфедерацію. Олівер Кромвель після придушення повстання за незалежність Ірландії конфіскував у 1654 році замок Ратмакні. Замок лишався населеним замком до 1760 року. Потім замок був закинутий і перетворився в руїни. У ХІХ столітті замок відновив його новий власник — Гамільтон Кнокс Ґроган Морган.